# 特奈
特奈（法語：Tenay，法語發音：[tənɛ]）是法国东部安省的一个市镇，属于贝莱区。

## 地理
特奈（45°55'12"N, 5°30'30"E）面积13.12 平方千米，位于法国奥弗涅-罗讷-阿尔卑斯大区安省，该省份为法国东部省份，北起汝拉省，西北接索恩-卢瓦尔省，西接罗讷省和里昂大都会，南至伊泽尔省，东与萨瓦省、上萨瓦省和瑞士接壤。
与特奈接壤的市镇（或旧市镇、城区）包括：阿朗达斯、阿尔日斯、拉比尔邦什、沙莱、埃沃日、普拉托多特维尔。

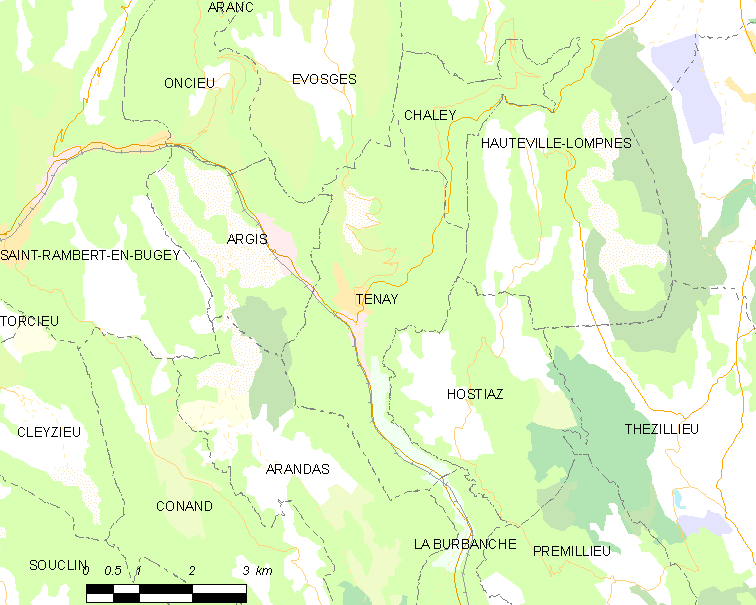
特奈的OSM定位图

特奈的时区为UTC+01:00、UTC+02:00（夏令时）。

## 行政
特奈的邮政编码为01230，INSEE市镇编码为01416。

## 政治
特奈所属的省级选区为普拉托多特维尔县。

## 人口

1962-2008年间特奈人口变化图示

特奈于2022年1月1日时的人口数量为1024人。